# Paul Danan
Paul Danan (Chigwell, 2 luglio 1978 – Bristol, 15 gennaio 2025) è stato un attore e personaggio televisivo britannico, che rivestì il ruolo di Sol Patrick nella soap opera inglese per ragazzi chiamata Hollyoaks tra il 1997 ed il 2001. Nel 2005, Danan partecipò alla prima stagione di ITV's Celebrity Love Island, e fu presente anche nella seconda serie nel 2006..
Danan partecipò alla ventesima stagione di Celebrity Big Brother (corrispondente al reality italiano Grande Fratello VIP) iniziata il 1º agosto 2017.

## Biografia
Danan era nato a Chigwell, Essex, in una famiglia sefardita: suo padre era originario di Fez, Marocco. Visse in Hertfordshire, dove diresse una scuola teatrale locale per bambini. 

### Televisione
Nel 1995 Danan interpretò il ruolo dell'Agente di Melody, di nome Max Mitford, per la serie BBC denominata Il naso della regina. Tra il 1997 e il 2001 sostenne il ruolo di Sol Patrick nella soap opera inglese per ragazzi intitolata Hollyoaks. Nel 2002 impersonò Nathan, a fianco di Martin Kemp, nella rielaborazione TV di Daddy's Girl.
Nel 2005 partecipò come concorrente alla prima serie di ITV's Celebrity Love Island. Tornò poi per la seconda serie nel 2006. Nello stesso anno presentò la serie TV Test Drive My Girlfriend su ITV2. Nello show egli si atteggiava come un moderno Cupido.
Nel settembre del 2006 apparve nella serie TV di ITV2 Calum, Fran and Dangerous Danan, nella quale il suo personaggio viaggiava dal Texas a Los Angeles sulla Route 66 americana con Calum Best e Fran Cosgrave. Nel 2009 fu un ospite della prima e seconda serie di Channel 4 basata su sketch The Kevin Bishop Show. Dal 2010 al 2011 intervenne nello show Stars and Strikes per 4music accanto al conduttore Rick Edwards, giocando ad una partita ten-frame ten-pin bowling contro un gruppo di popstar.
Nel novembre 2012 apparve in un episodio della serie ITV Crime Stories. Nel 2015 ebbe il ruolo di Steve nella serie TV Good Girls Club, diretta da Jordan Kensington per Sky TV. Prese poi parte al reality show Celebrity Big Brother 20.

### Teatro
Sul palcoscenico, Danan interpretò il ruolo del Mostro in Desires of Frankenstein di James Martin Charlton al Festival Fringe di Edimburgo del 2002.

### Morte
Danan è morto nel 2025 per le complicazioni di una polmonite, che ebbe facilmente la meglio su un fisico debilitato dall'abuso di droghe.

## Vita privata
Aveva un figlio, DeNiro, nato nel 2015.

## Riconoscimenti
- Nel 2006 Danan è stato premiato con un Loaded Laftas Comedy Award per la personalità da reality più divertente.[7]